# چکاوک درختی
چکاوک درختی (نام علمی: Lullula arborea) پرنده‌ای از راستهٔ گنجشکسانان و از تیرهٔ چکاوکیان و به طول ۱۵ سانتیمتر، گونه‌ای با منقار کوچک و ظریف و دم کوتاه است.